# Gozzelino di Toul
Gozzelino di Toul, Gauzelin in francese (... – 7 settembre 962), è stato un vescovo franco, venerato come santo dalla Chiesa cattolica.

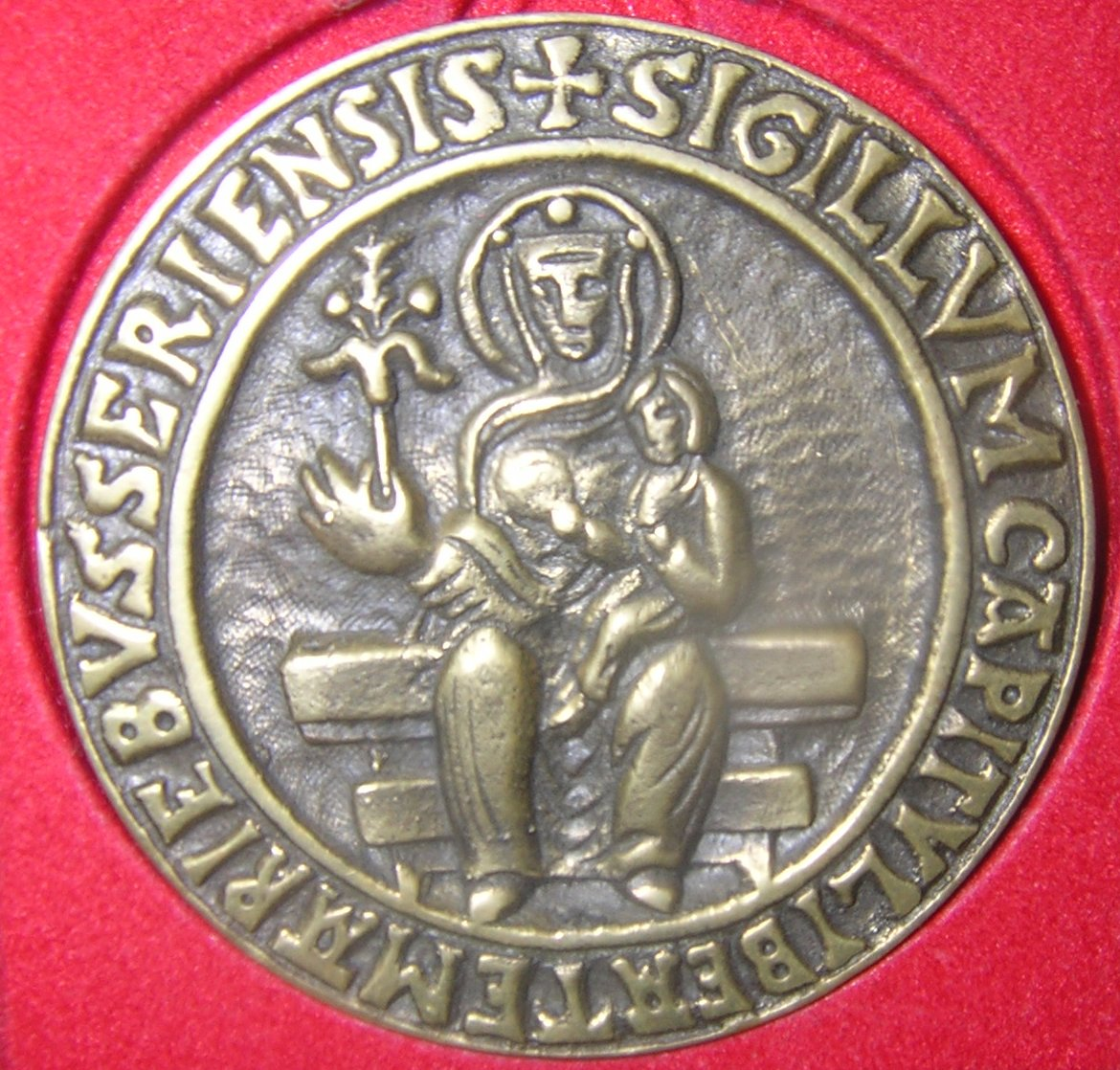
Sigillo in bronzo dell'Abbazia di Bouxières-aux-Dames

Proveniente da una nobile famiglia franca, Gozzelino fu notaio della cancelleria regia dal 914 al 919. Nel 922 re Carlo III di Francia lo designò come vescovo di Toul e fu consacrato il 17 marzo 922.
Dopo le devastazioni provocate dai danesi e dagli ungheresi, Gozzelino risollevò le sorti della sua diocesi, riformò i monasteri esistenti e ne fondò di nuovi: in particolare nel 935 (o 936) fondò l'abbazia femminile benedettina di Bouxières-aux-Dames e riformò, tra il 934 e il 936, l'abbazia di sant'Apro, cercando di riportarla all'antico splendore.
Morì dopo quarant'anni di episcopato. Venerato come santo, la sua Memoria liturgica cade il 7 settembre.
Numerosi oggetti a lui appartenuti, un pettine liturgico, un evangeliario, un calice con la sua patena ed un anello vescovile, si trovano dal 1803 nel tesoro della cattedrale di Nancy.

## Collegamenti esterni

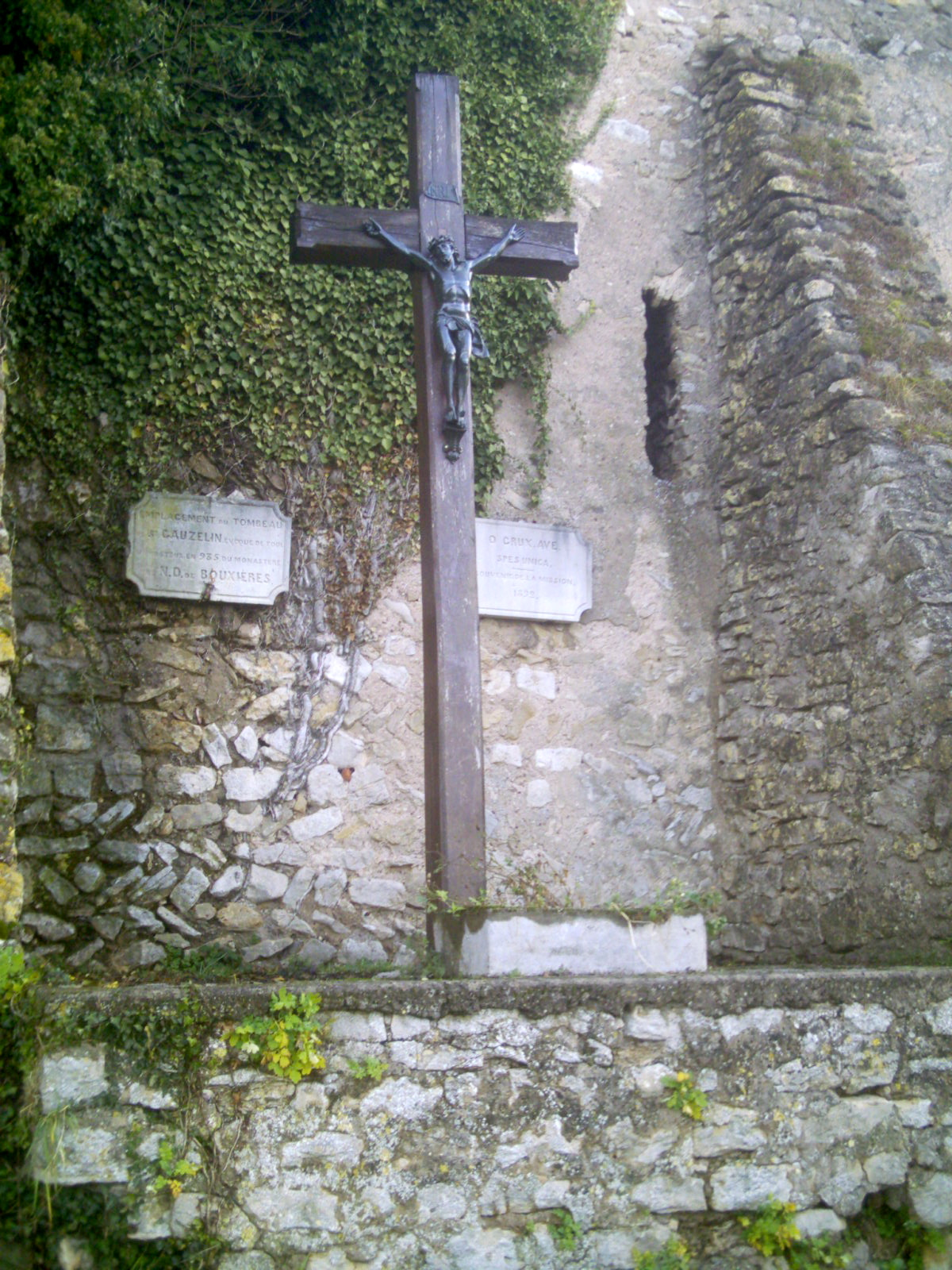
Tomba di San Gozzelino a Bouxières-aux-Dames